# Vals (dans)

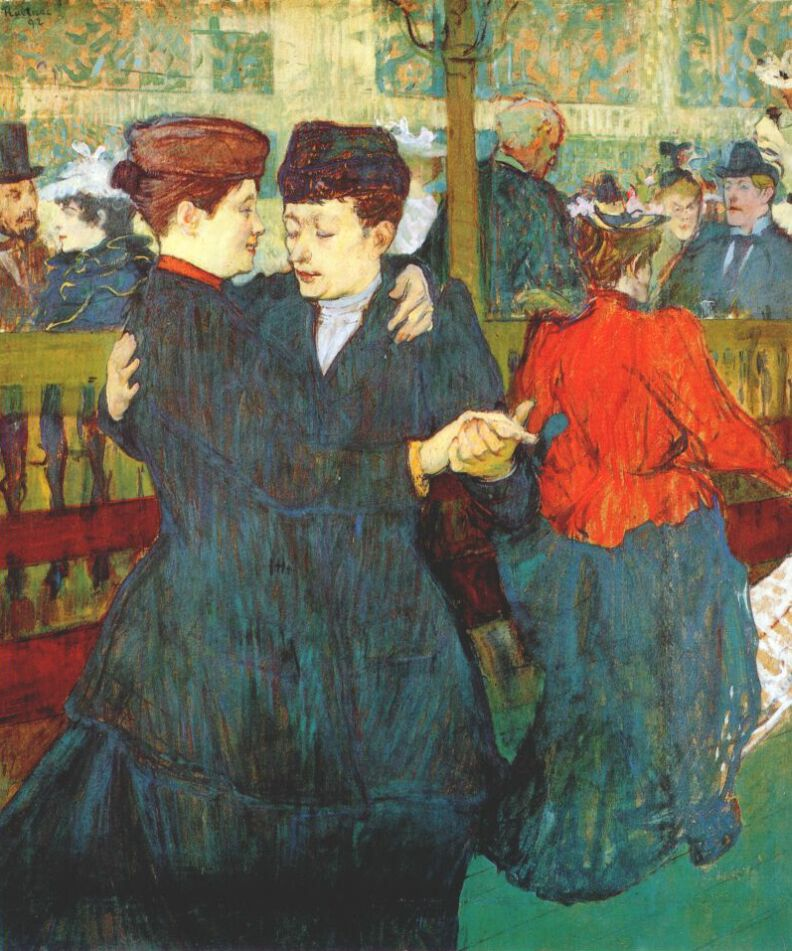
Målning av Henri de Toulouse-Lautrec föreställandes två kvinnor som dansar vals.

Vals är en grupp av danstyper i tretakt, i allmänhet dansad till vals.
Enligt ett skivomslag dansades vals redan på 1500-talet i Frankrike under namnet La Volte från Provence. Engelskspråkiga wikipedia känner till teorin att volta skulle vara föregångare till vals, men menar att volta är fundamentalt olik vals. Det är något svårtolkat ur texten på skivomslaget med vilken hastighet volta dansades, men en rimlig tolkning är att det var långsam vals.
Senare kom Ländler, som är långsam vals. En källa anger 1690. Ländler dansades i södra Tyskland och Österrike. Enligt nämnda källa (Streetswing) snabbades sedan ländler upp och blev föregångare till wienervals, som kom under andra hälften av 1700-talet. Då kom även gammelvals. Båda dessa valstyper är snabba valser.
Inspirerad av ländler kom Bostonvals i slutet av 1800-talet, långsam vals. Bostonvals försvann i och med första världskriget. Inspirerad av ländler och bostonvals kom 1910 engelsk vals, långsam vals. Efter Bostonvals kom på 1900-talet i Amerika vals, amerikansk stil. Den liknar engelsk vals men har några andra turer. Långsam vals kallas även stilla vals.
Med "modern vals" menas ibland långsam vals, ibland engelsk vals. Ibland avser man med "modern vals" en sammanfattande benämning på engelsk vals, amerikansk vals och de andra 1900-talsvalserna. Engelsk vals kom till Sverige 1920. La volte, ländler, bostonvals eller vals, amerikansk stil dansas inte eller är i vart fall mycket ovanliga i Sverige.
Wienervals och engelsk vals ingår i den grupp av danstyper som kallas tiodans.
Vals är en populär pardans, som dansas till musik i tretakt. På baler och bröllop inleds dansen oftast med en vals, men valsen dansas även inom så vitt skilda sammanhang som folkdans, tiodans och argentinsk tango. I Sverige blev valsen allmänt förekommande från mitten av 1800-talet. Det finns ett stort antal sätt att dansa vals. Typiskt i gammelvals och liknande valstyper är att första steget i takten betonas på något sätt, till exempel genom ett längre steg och att takterna hänger ihop minst två och två. I wienervals och engelsk vals är alla steg lika betonade. I gammelvals, wienervals och engelsk vals betonas första slaget i musiken. Eftersom vals går i tretakt måste man i de vanligaste valstyperna använda sex steg innan man kan använda exakt samma steg igen och då har musiken spelat två takter. Det är vanligt att musiken utgörs av fraser om 16 takter.
I vals, som i de flesta pardanser, dansar paren normalt inte runt på samma ställe utan förflyttar sig normalt runt dansgolvet i motsols riktning. Detta kallas för att dansa i valsbana.

## Varianter
De enkla varianterna vad gäller att dansa vals är lätta att lära sig, vilket säkerligen bidrog till att dansen blev populär. Några vanliga typer följer.
- Springvalser där man tar mycket korta studsande steg på fotens främre del på varje taktdel. Man svänger inte runt något bestämt antal varv. Många spelmansvalser från 1800-talet där ettan i takten inte särskilt betonad, i raskt tempo med många åttondelar i musiken, till exempel Bingsjövalsen , passar som musik till en springvals. Det går att dansa springvals på ett väldigt litet dansgolv. Trampvals är också en variant på springvals.
- Stigvals där ingen fot placeras mellan den andres fötter och man snurrar runt ett varv på två takter med två steg per takt. Stigvals motsols blir nästan samma steg som bakmes (bakmes dansas ofta till polskor från Västerdalarna)
- Valser med där man snurrar runt ett varv på två takter med rotation med eller motsols med tre steg per takt. Man kan ta tre steg per takt på flera olika sätt, till exempel:
  1. Kavaljeren dansar höger, vänster, höger och samlar; vänster, höger, vänster och samlar. Damen gör samma sak spegelvänt, det vill säga börjar med vänster. Denna svårare form ser mycket elegant ut och passar till såväl Wienervals som långsamma spelmansvalser från 1800-talet som spelats på fiol och dragspel. Musiken går vanligen i ett inte alltför hastigt tempo.
  2. Samma som punkt 1 men steget på tredje taktslaget är reducerat till en lätt lyftning och vridning genom att man redan på andra taktslaget ställde fötterna bredvid varandra. Skillnaden mot punkt 1 blir att man inte förflyttar sig så fort i dansriktningen
  3. Kavaljeren dansar höger, samlar vänster till höger fot, höger; vänster, samlar höger till vänster fot, vänster. Damen gör samma sak spegelvänt. Egentligen är detta vals med polkasteg. Resultatet blir att paret rör sig mycket i sidled och att man kanske inte kommer runt ett helt varv på två takter. Ofta är denna enklare variant av vals det som folk lär sig först.
- I långsam vals, engelsk vals är rytmen i musiken långsammare än i gammelvals. Valsstegen i gammelvals passa inte till musiken, utan en variant av valsstegen används överlag. Dansen kräver mer balans än gammelvals. Första steget i tretakten går man upp i ett högre läge, "på tå" i slutet av steget. När man dansar baklänges dansas hela första steget på tå. Andra steget dansas på tå och tredje steget börjar på tå. Par som dansar flera dansturer än högervändning, vänstervändning och växlingssteg eller avser att senare lära sig flera turer vänder 3/4 varv på 6 steg i en vändning. Dessa par börjar med kavaljeren vänd snett mot väggen eller snett mot centrum.
- Hoppvals dansas med valssteg till polkamusik
- I bland annat södra Dalarna finns det en ovanlig variant i tradition där man paret snurrar ett varv på två takter med korta snabba valssteg (ett, två, tre, ett, två, tre med fötterna ihop på treorna) fast musiken är en schottis i långsam tempo. När man läser beskrivningen så låter det här som en svår dans men det är det inte alls för ett par som väl behärskar valsstegen till musik i 3/4-dels takt under förutsättning att musiken inte spelas alltför snabbt. Dansarna skall ju hinna med tre steg på samma tid som de normalt använder två steg.[4] Man kan se det som att dansarna tänker en obruten rad med åttondels-trioler, jämför till ex med åttondels-triolerna som pianisten spelar med ena handen i vissa rocklåtar från 1950-talet.

Stegen i gammelvals finns beskrivna på dansglad.se/sv/texter/vals.htm. Där finns även stigvals, segla, och gammelvals med variationer bland annat hopp, slunga och knut beskrivna.

## Stegen i engelsk vals
Långsam vals, engelsk vals, innehåller knappt 20 olika turer. Några av turerna beskrivs nedan. Alla turer finns beskrivna i boken Alex Moore, Ballroom Dancing, A&C Black, London. Boken är skriven av en engelsman på engelska. För en svensk med endast studentexamenskunskaper i engelska och med begränsade kunskaper i engelsk vals rekommenderas inte boken som enda källa att lära sig vals. Boken är dock ett bra komplement för den som lär sig vals exempelvis i dansskola.
Boken beskriver även wienervals, quickstep, slowfox, tango, lambeth walk och de mindre kända danserna paul jones, "excuse me" dans, palais glide och s:t bernards vals.
Flera böcker som beskriver stegen i bland annat engelsk vals finns angivna under uppslagsordet tiodans.
Några turer, fler än vad som beskrivs nedan, finns beskrivna i www.nojesdans.se/chalmers/competition/practise2011/waltz.htm och i www.nojesdans.se/chalmers/competition/practise2011/waltz-routines.htm.
I danser som foxtrot och bugg börjar föraren med vänster fot, men i danser som vals och one-step bestämmer föraren om han skall börja med vänster eller höger fot. Om exempelvis föraren tänker börja med höger fot, för han detta genom att före första steget lägga sin tyngd på vänster fot och föra följaren så att hon lägger sin tyngd på sin högra fot.
Den tur, som nybörjaren rekommenderas att först lära sig, heter växlingssteg, på engelska closed change. Turen används för att växla mellan en tur där föraren börjar med höger fot och en tur där föraren börjar med vänster fot. Den tur där föraren börjar med höger fot, tar han den rakt fram. Vänster fot tas snett fram åt vänster. Höger fot tas åt rakt åt vänster så att den sätts intill vänster fot. Följarens steg är vänster fot rakt bak, höger fot snett bak åt höger, vänster fot rakt åt höger så att den sätts intill höger fot.
Den andra varianten tar föraren vänster fot rakt fram, höger fot tas snett fram åt höger, vänster fot tas rakt åt höger och sätts intill höger fot. Följarens steg är höger fot rakt bak, vänster fot snett bak åt vänster, höger fot rakt åt vänster så att den sätts intill vänster fot.
Glöm inte att gå upp på tå enligt schemat i föregående kapitel.
Högervändning, på engelska natural turn. Paret är i starten vända så att föraren har ansiktet snett framåt och mot väggen. Föraren tar höger fot fram och vrider samtidigt åt höger. Sedan vänster fot fram och vrider mot höger och sätter ner vänster fot 3 à 4 dm till vänster om höger fot. Steg tre samlar höger steg mot vänster. Efter detta steg har föraren ansiktet rakt bakåt mot dansriktningen. Steg fyra vänster fot bak och fortsätter vridningen åt höger. Steg fem höger fot bak, fortsätter vridningen och sätter ner vänster fot 3 à 4 dm till höger om vänster fot. Steg sex samlar vänster steg mot höger.
Följarens steg är motsvarande, men går bakåt när föraren går framåt och tar vänster fot när föraren tar höger.
Vänstervändning, på engelska reverse turn. Paret är i starten vända så att föraren har ansiktet snett framåt och mot centrum. Föraren tar vänster fot fram och vrider samtidigt åt vänster. Sedan höger fot fram och vrider mot vänster och sätter ner höger fot 3 à 4 dm till höger om vänster fot. Steg tre samlar vänster steg mot höger. Efter detta steg har föraren ansiktet rakt bakåt mot dansriktningen. Steg fyra höger fot bak och fortsätter vridningen åt vänster. Steg fem vänster fot bak, fortsätter vridningen och sätter ner höger fot 3 à 4 dm till vänster om höger fot. Steg sex samlar höger steg mot vänster.
Om man dansar enligt konstens regler, dansar man aldrig två högervändningar i följd annat än i hörnen och två vänstervändningar i följd dansar man aldrig. För de som bara kan höger- och vänstervändning och växlingssteg blir koreografin högervändning, växlingssteg, vänstervändning, växlingssteg, högervändning, växlingssteg och så vidare på lång- och kortsidor. För dessa par kan det bli något enformigt. Ett sätt att motverka detta är naturligtvis att lära sig flera turer, men ett annat sätt att bryta mot ovanstående regel ibland och dansa två högervändningar i följd och vända 7/8 varv på sex steg i varje av dessa vändningar.